# 보반 니콜로프
보반 니콜로프(마케도니아어: Бобан Николов, 1994년 7월 28일 ~ )는 보스니아 헤르체고비나 클럽 보라츠 바냐루카와 북마케도니아 국가대표팀에서 미드필더로 활약하고 있는 북마케도니아의 프로 축구 선수이다.

## 구단 경력

### 비토룰 콘스탄차
2013년 3월 8일, 니콜로프는 비토룰 콘스탄차 소속으로 리가 I에 데뷔하여 가즈 메탄 메디아슈에 4-1로 패했다. 같은 해 5월 19일, 그는 FCSB를 상대로 5-2로 승리한 경기에서 리가 I 첫 골을 넣었다.

### 레체
2021년 1월 19일, 그는 이탈리아 세리에 B 클럽 레체와 계약했다.

### 셰리프 티라스폴
7개월 후인 2021년 8월 20일, 그는 몰도바 수페르리가 클럽 셰리프 티라스폴와 계약했다.

### FCSB
2022년 9월 17일, 니콜로프는 리가 I 클럽 FCSB와 1년 계약을 체결하고 1년 더 연장할 수 있는 옵션을 제공했다.

## 국가대표팀 경력
2016년 5월 29일, 니콜로프는 아제르바이잔과의 경기에서 북마케도니아 국가대표팀 데뷔 전을 치렀고, 2017년 3월 24일에는 리히텐슈타인과의 2018년 FIFA 월드컵 예선에서 첫 골을 넣었다. 또한 U-21 및 U-19 부문에서 주전으로 활약하며 주장을 맡기도 했다. 2020년 4월 현재 니콜로프는 총 22경기에 출전하여 2골을 기록했다. 그는 첫 번째 메이저 대회인 UEFA 유로 2020에 국가대표로 출전했다.

## 사생활
보반 니콜로프는 아로마니아인으로 아로마니아어를 구사한다.